# Hicham Hamdouchi
Hicham Hamdouchi (arabisch هشام الحمدوشی; * 8. Oktober 1972 in Tanger) ist ein aus Marokko stammender Schachspieler, der auch die französische Staatsbürgerschaft besitzt und von 2009 bis 2016 für Frankreich spielte. Vor seinem Wechsel zum französischen Schachverband und nach seiner Rückkehr zum marokkanischen Schachverband war beziehungsweise ist er der stärkste marokkanische Spieler und einer der führenden Großmeister Afrikas.

## Leben

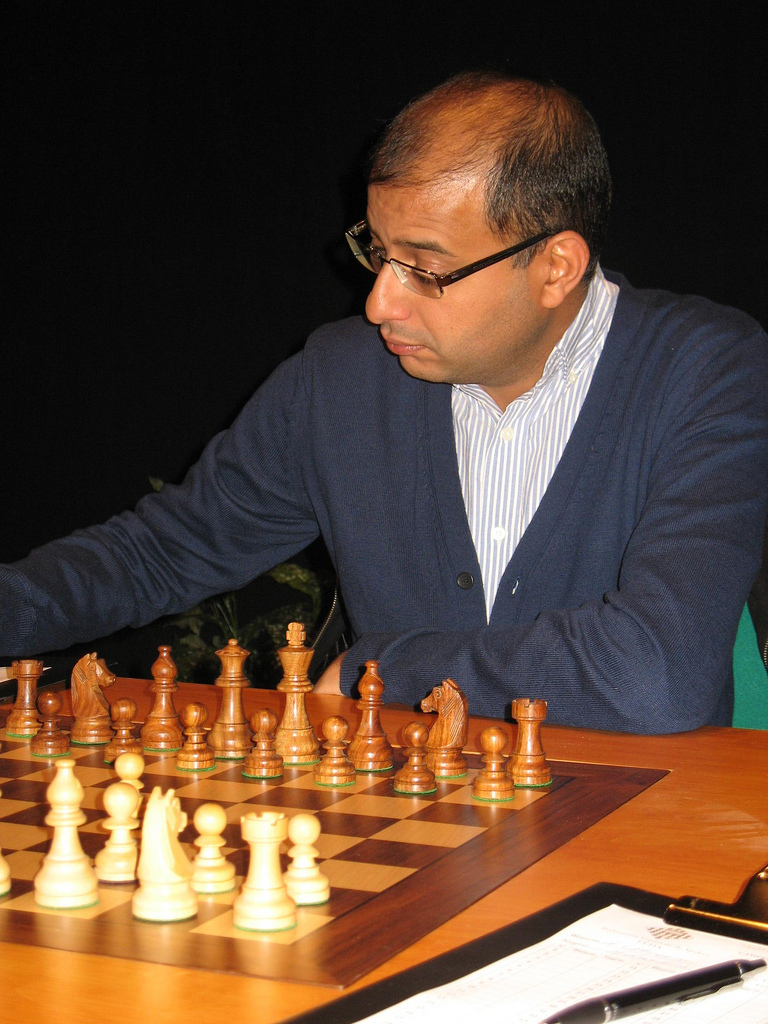
Hicham Hamdouchi, 2009

Der elfmalige marokkanische Einzelmeister lernte Schach frühzeitig, doch konnte er erstmals als 15-Jähriger an bedeutenderen Turnieren teilnehmen. Als ihm 1988 in Casablanca bei einem nationalen Turnier ein guter Erfolg gelang, durfte er wenige Monate später Marokko bei der Schacholympiade in Thessaloniki vertreten. Ein Jahr darauf wurde er bereits in die Afrikaauswahl aufgenommen, die bei der Mannschaftsweltmeisterschaft in Luzern spielte. Dem 17-Jährigen gelang bei diesem Turnier ein Sieg über den US-amerikanischen Großmeister John Fedorowicz.
Anfang der 1990er Jahre zog er nach Montpellier und spielte erfolgreich bei europäischen Turnieren: Er gewann 1992 in Sitges und Ceuta, wo er seine erste Großmeisternorm errang. Mit einem Sieg beim Großmeisterturnier von Montpellier 1993 sicherte er sich den Titel, den ihm die FIDE noch im selben Jahr verlieh. Hamdouchi war nach dem Tunesier Slim Bouaziz der zweite Afrikaner, der diesen Titel erhielt. 1994 siegte er in Casablanca, 1995 gewann er in Dubai die Meisterschaft der arabischen Länder. 1996 gewann er erneut ein starkes Großmeisterturnier in Montpellier, wo er inzwischen Wirtschaft studierte. 1998 siegte er in Málaga, Bozen und Djerba.
Nach Beendigung seines Studiums zog er in die Nähe von Barcelona. 2000 gewann er erneut in Montpellier, 2001 gewann er zunächst in Rabat die Meisterschaft von Marokko, dann in Kairo die Kontinentalmeisterschaft von Afrika vor dem Südafrikaner Watu Kobese. 2002 gewann er Open in Nizza und Coria del Rio sowie ein stark besetztes Großmeisterturnier in Belfort. Im selben Jahr siegte er bei der Arabischen Meisterschaft in Casablanca vor dem Großmeister Muhammad al-Mudiyahki aus Katar.
Bei der FIDE-Weltmeisterschaft 2004 in Tripolis gelangte Hamdouchi in die dritte Runde, in der er gegen den späteren Vizeweltmeister Michael Adams mit 0,5:1,5 ausschied. Im selben Jahr gewann er in Dubai nochmals die Arabische Meisterschaft. 2005 siegte er in Castelldefels und wurde beim Schnellschach-Grand Prix in Bordeaux hinter Ex-Weltmeister Anatoli Karpow, dem er im Finale 2-3 unterlag, Zweiter. Hamdouchi qualifizierte sich durch einen Sieg (nach Stichkampf mit dem tunesischen Großmeister Slim Belkhodja) über das Zonenturnier von Taza für den Weltpokal in Chanty-Mansijsk 2005, bei dem er allerdings in der ersten Runde gegen den Israeli Emil Sutovsky ausschied. 2006 gewann er in Salou (u. a. geteilt mit Kevin Spraggett), 2007 in Saint-Affrique, 2008 in Genf. 
Zuletzt unter den besten 80 der FIDE-Weltrangliste war er im Januar 2003. Seit März 2009 spielt er für den französischen Schachverband. 2013 gewann er in Nancy die Landesmeisterschaft nach Stichkampf gegen Jean-Marc Degraeve. Hamdouchi ist seit 2007 mit der rumänischen Frauengroßmeisterin Adina-Maria Bogza verheiratet.

## Nationalmannschaft
Hamdouchi nahm mit der marokkanischen Nationalmannschaft an acht Schacholympiaden zwischen 1988 und 2006 teil und erreichte 1990 und 2006 jeweils den dritten Platz in der Einzelwertung des ersten Brettes. Mit der französischen Mannschaft nahm er an der Mannschaftseuropameisterschaft 2013 teil und erreichte den zweiten Platz.

## Vereine
In der französischen Mannschaftsmeisterschaft spielte Hamdouchi bis 2009 bei Montpellier Echecs, seitdem für Clichy Echecs-92, mit dem er 2012, 2013, 2014, 2016 und 2017 Meister wurde. Die belgische Mannschaftsmeisterschaft gewann er 2012 mit Cercle des Echecs de Charleroi, in der Schweizer Nationalliga A spielte er 1999 für den Club d'Echecs de Genève. In Spanien spielte er 2000 für RC Labradores Sevilla, 2009, 2010 und 2012 für die Mannschaft Gros Xake Taldea, mit der er auch viermal am European Club Cup teilnahm.